# Milice canadienne
Ne doit pas être confondu avec Milice canadienne (Nouvelle-France).

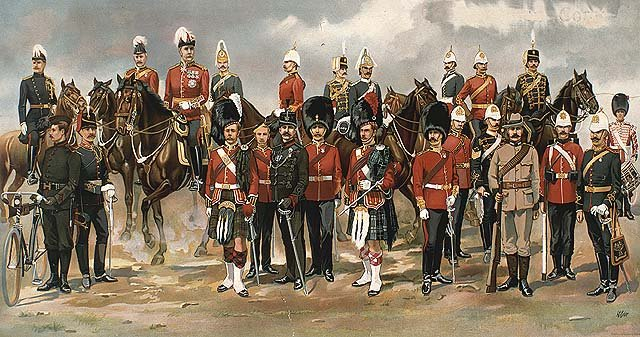
Une lithographie produite par Arthur H. Hider en 1898 des différents corps de la Milice canadienne.

La Milice canadienne était le titre traditionnel pour l'armée de terre du Canada d'avant la Confédération, de 1867 à 1940 lorsqu'elle fut renommée en Armée de terre du Canada.
En 1803, le gouvernement du Bas-Canada approuve une loi selon laquelle les hommes de 16 à 50 ans, aptes pour le service militaire, doivent intégrer la milice et pratiquer des exercices militaires une fois par année.
En 1812, les Britanniques disposent sur le territoire du Canada de près de 5 500 soldats des troupes régulières, dont 3 300 sont stationnés dans le Bas-Canada. Ces troupes sont aidées par 50 000 miliciens dits sédentaires, qui forment une sorte d’armée auxiliaire. Au printemps 1812, on forme le corps des Voltigeurs canadiens, une unité d’infanterie légère composée principalement de Canadiens français. C’est d’ailleurs plus une unité de la milice qu’une unité de militaires réguliers. Cependant, le bataillon des voltigeurs est entraîné conformément à la doctrine militaire, et une discipline rigoureuse est imposée par son commandant, Charles-Michel d'Irumberry de Salaberry. Néanmoins, considérant que cette force ne sera pas suffisante, le gouverneur du Bas-Canada, George Prevost, impose la première conscription et ordonne de lever quatre bataillons qui reçoivent le nom de Milice d’élite et incorporée, pour différencier ces unités de l’armée régulière et des voltigeurs.

## Loi sur la milice de 1855
En 1855, la plupart des membres de la garnison britannique au Canada partent pour la Guerre de Crimée et la loi sur la milice de la Province du Canada est adoptée la même année; elle maintient l’obligation du Canada de contribuer à la mise sur pied d’unités de milice, prévoyant la création d'une Milice active forte de 5 000 hommes, lesquels seraient équipés, formés et rémunérés. En 1856, on autorise la création de compagnies supplémentaires de Milice actives dont les membres ne reçoivent aucune solde. La Guerre de Sécession (1861-1865) avait eu lieu, ce qui nécessitait une milice pour défendre le Canada pendant cette periode. Les derniers soldats britanniques quitte le Canada en 1871.

## Crédits
- (en) Cet article est partiellement ou en totalité issu de l’article de Wikipédia en anglais intitulé « Canadian Militia » (voir la liste des auteurs).